# Лопатинский сельсовет (Курганская область)
Лопатинский сельсовет — упразднённые сельское поселение и соответствующая административно-территориальная единица в Лебяжьевском районе Курганской области Российской Федерации.
Административный центр — село Лопатки.

## История
Статус и границы сельского поселения установлены Законом Курганской области от 4 ноября 2004 года № 715 «Об установлении границ муниципального образования Лопатинского сельсовета, входящего в состав муниципального образования Лебяжьевского района».
10 декабря 2020 года Лопатинский сельсовет упразднён в связи с преобразованием Лебяжьевского муниципального района в муниципальный округ.

## Население
| 1989  | 2002  | 2004  | 2010  | 2012  | 2013  | 2014  |
| ----- | ----- | ----- | ----- | ----- | ----- | ----- |
| 2324  | ↘2180 | ↘2139 | ↘1488 | ↘1463 | ↘1411 | ↘1348 |
| 2015  | 2016  | 2017  | 2018  | 2019  | 2020  |       |
| ↘1275 | ↘1217 | ↘1208 | ↘1200 | ↘1153 | ↘1126 |       |

## Состав сельского поселения
| № | Населённый пункт | Тип населённого пункта       | Население |
| - | ---------------- | ---------------------------- | --------- |
| 1 | Лопатки          | село, административный центр | ↘1108     |
| 2 | Песьяное         | деревня                      | ↘347      |
| 3 | Худяково         | деревня                      | ↘33       |